# Heglig
Koordinaten: 10° 0′ N, 29° 24′ O
Heglig (manchmal auch Heglieg geschrieben; arabisch هجليج, DMG Hiǧlīǧ für „Wüstendattel“), im Südsudan Panthou genannt, ist eine kleine Stadt im Bundesstaat Gharb Kurdufan (West-Kurdufan) im Süden des Sudans, nahe der Grenze zum Südsudan. In der Nähe befinden sich die bedeutendsten Erdölvorkommen des Sudans. Im April 2012 wurde Heglig von südsudanesischen Truppen besetzt.

## Geschichte

### Ölfunde und Bürgerkrieg
Chevron entdeckte Ende der 1970er Jahre das Heglig-Ölfeld. Im zweiten Sezessionskrieg im Südsudan 1983–2005 war das Gebiet stark umkämpft, und die Bevölkerung in der Umgebung war von schweren Menschenrechtsverletzungen betroffen. Südsudanesische Rebellen der Sudanesischen Volksbefreiungsarmee (SPLA) verübten Angriffe auf die Erdölförderanlagen in Heglig, um diese potenzielle Einnahmequelle der sudanesischen Regierung zu schädigen. Regierungstruppen und regierungstreue Milizen vertrieben ab 1992 Dinka-Zivilisten aus der Umgebung, um ein Vordringen der Rebellen in die Erdölgebiete zu erschweren. In Heglig befand sich eine große Basis der sudanesischen Armee.
1996 nahm das kanadische Unternehmen Arakis (das später von Talisman Energy übernommen wurde) acht Ölquellen in Betrieb. Von da an wurden kleine Mengen Erdöl vom Heglig-Ölfeld in einer Raffinerie in al-Ubayyid verarbeitet und innerhalb des Sudans verkauft. 1999 wurde die Pipeline der Greater Nile Petroleum Operating Company eingeweiht, die Heglig über Khartum mit Bur Sudan am Roten Meer verbindet, und erstmals Erdöl aus dem Sudan exportiert.
Seit der Unabhängigkeit des Südsudans (2011) sind die Erdölvorkommen bei Heglig die größten im verbleibenden Sudan und steuern rund die Hälfte zur Ölförderung des Landes bei.

### Streit um Zugehörigkeit
Heglig war Teil des Distrikts Abyei und daher zwischen Sudan und Südsudan umstritten. Gemäß dem Entscheid des Internationalen Gerichtshofs 2009, der von beiden Seiten anerkannt wurde, gehören Stadt und Ölfeld jedoch nicht mehr zum weiterhin umstrittenen Abyei-Gebiet. Dieser Entscheid beruhte darauf, dass Heglig nicht zu den neun chiefdoms der Ngok-Dinka gehörte, die 1905 aus der südlichen Provinz Bahr al-Ghazal in das nördliche Kordofan übertragen wurden. Nicht geklärt wurde jedoch, wo damals im Gebiet der Rueng- oder Ruweng-Dinka die Grenze zwischen Kordofan (Norden) und Upper Nile (Süden) verlief. Diese Grenze könnte je nachdem ein Argument für eine Zugehörigkeit zum Südsudan darstellen. Die zeitgenössischen Karten sind nicht eindeutig und es sind keine Ortschaften in dem Gebiet verzeichnet, da die Verwaltung kaum hierher vordrang.
Im Zuge der Auseinandersetzungen 2012 zog der Südsudan den Anspruch des Sudans auf das Gebiet wieder in Zweifel. So stellte sich die südsudanesische Regierung auf den Standpunkt, der Internationale Gerichtshof habe zwar verbindlich entschieden, dass Heglig nicht zum Abyei-Gebiet gehört, dies bedeute jedoch nicht zwangsläufig, dass Heglig Teil des Sudans sei. Manche Südsudanesen erheben Anspruch auf Heglig, welches sie als Aling oder Panthou bezeichnen; dies sind die Bezeichnungen in den Sprachen Dinka bzw. Nuer für die Baumart, die auf Arabisch Heglig genannt wird. Am 4. Mai 2012 veröffentlichte die Regierung des Südsudan eine neue offizielle Landeskarte, die Heglig als Teil des Südsudans zeigt.

### Kämpfe 2012
Am 9. April 2012 brachten die südsudanesische Armee und Rebellengruppen aus Darfur und den Nuba-Bergen das von den Sudan People’s Armed Forces (SAF) verteidigte Ölfeld und die Stadt Heglig unter ihre Kontrolle. Südsudanesischen Angaben zufolge verfolgten sie sudanesische Truppen, die in den Süden vordringen wollten. Der sudanesische Verteidigungsminister Abdel-Rahim Mohamed Hussein kündigte an, „Heglig mit Gewalt zurückzuholen.“ Ein Vorstoß sudanesischer Truppen wurde am 13. April von südsudanesischer Seite zurückgeschlagen. Der südsudanesische Präsident Salva Kiir Mayardit erklärte, der Südsudan werde seine Truppen erst zurückziehen, wenn internationale Friedenstruppen in Heglig stationiert würden und eine Garantie bestehe, dass das Gebiet nicht als Basis für Angriffe auf den Süden dient. Am 17. April gab die südsudanesische Regierung bekannt, dass eine sudanesische MiG-29 über dem Ölfeld abgeschossen worden sei.
Am 20. April kündigte der südsudanesische Informationsminister Barnaba Marial Benjamin den Rückzug der Truppen seines Landes an. Die sudanesische Regierung vermeldete hingegen, Heglig sei militärisch „befreit“ worden.
Am 23. April waren alle südsudanesischen Truppen abgezogen. Laut der südsudanesischen Regierung handelte es sich um einen freiwilligen Abzug, wohingegen die sudanesische Regierung erklärte, dass der Rückzug militärisch erzwungen worden sei und 1.200 südsudanesische Soldaten getötet worden seien.

## Infrastruktur
- Flughafen Heglig